# Stručni jezik
Stručni jezik je specifičan jezik koji vrijedi za određenu struku ili za određenu industriju.
Temelji se na običnim jeziku koji je proširen stručnim izrazima ili tuđicama, te je s njim u recipročnom odnosu.

## Primjeri
Neki stručni jezici se osobito razlikuju narječjem kod sljedećih primjera:
- matematičke stručne izraze
- medicinske stručne izraze
- pravne stručne izraze
- Informatički slang (razni žargoni)

## Vanjske poveznice
- International Information Centre for Terminology  Arhivirana inačica izvorne stranice od 27. rujna 2004. (Wayback Machine)